# Zeltenbaechel
Das Zeltenbaechel ist ein knapp drei Kilometer langer rechter Zufluss der Moder im Département Bas-Rhin in der Region Grand Est.

## Geographie

### Verlauf
Das Zeltenbaechel entsteht in Haguenau-Bellevue in Gestalt eines kleinen Teiches auf einer Höhe von etwa 148 m. Er fließt zunächst in westlicher Richtung, unterquert die D 1063, teilt sich dann in mehrere Arme auf und mündet schließlich östlich von Schweighouse-sur-Moder auf einer Höhe von etwa 146 m in die Moder.

### Einzugsgebiet
Das Einzugsgebiet des Zeltenbaechel besteht zu 30,18 % aus landwirtschaftliches Gebiet, zu 63,16 % aus Waldflächen und zu 6,64 % aus bebauten Flächen.